# Hoorebekia
Hoorebekia là một chi thực vật có hoa trong họ Cúc (Asteraceae).

## Loài
Chi Hoorebekia gồm các loài: